# عنفوزيات
العنفوزيات أو الملائكية البحرية (بالإنجليزية: Marine Angelfish)‏ هي فصيلة من الأسماك البحرية التي تستوطن الأرياف البحرية الضحلة في المحيط الأطلسي، المحيط الهندي، والأجزاء الغربية من المحيط الهادي. تتميز هذه الأسماك بألوانها الزاهية، وأجسادها المفلطحة والمستديرة نوعاً.